# Ernst August Hellmuth von Kiesenwetter
Ernst August von Hellmuth Kiesenwetter (Dresden, 5 november 1820 - aldaar, 18 maart 1880) was een Duits entomoloog, die gespecialiseerd was in de studie van kevers. De verzameling van kevers van Ernst von Kiesenwetter wordt bewaard in het Museum voor Natuurlijke Historie in München, terwijl zijn verzamelingen van Hymenoptera en Heteroptera in het Staatliches Museum für Tierkunde in Dresden worden tentoongesteld.